# Усадьба Рябининой
Усадьба Рябининой (усадьба Заплатиных — Комаровых, усадьба Беспаловых — Рябининой) — архитектурный ансамбль, памятник архитектуры федерального значения в историческом центре Нижнего Новгорода. Главный дом построен в 1825—1848 годах. Авторы проектов — архитекторы И. Е. Ефимов и А. А. Пахомов. Весь ансамбль включает здания ещё XVIII века и представляет собой уникальный образец последовательного приспособления нижегородской архитектуры к требованиям времени (от XVIII до начала XX века).
Ансамбль состоит из шести строений по адресу улица Ильинская, 56: главного дома, ограды, флигеля и трёх хозяйственных построек. Исторические здания сегодня — объекты культурного наследия Российской Федерации.
Усадьба выступает примером позднего русского классицизма и ампира в застройке Нижнего Новгорода. В вольном сочетании различных классических ордеров, композиционной асимметрии исследователи находили провинциальное освоение русского классицизма.

## История
Ильинская улица, на которой расположена усадьба, известна как одна из старейших улиц Нижнего Новгорода, возникнувшая на месте старинной дороги, ведшей во Владимир и Москву. Направление улицы было в основном сохранено по первому регулярному плану города от 1770 года архитектора А. В. Квасова, а застройка стала носить регулярный характер. Одним из значимых элементов последней стала усадьба, возникшая в конце XVIII века недалеко от Вознесенской церкви. Изначально домовладение принадлежало купцам Беспаловым — потомкам нижегородских ямщиков Григория Фёдоровича и Аникиты Григорьевича Беспаловых, на средства которых в середине XVIII века был отстроен после пожара Вознесенский храм. В тот период усадьба включала: каменный одноэтажный дом по красной линии улицы, каменный флигель в глубине двора, примыкавший к нему Г-образный служебный корпус и иные постройки, рассредоточенные по дворовой территории.
В 1789 году усадьба выгорела и долго стояла пустующей. В 1804 году её выкупили переехавшие в Нижний Новгород из Балахны купцы Заплатины. В мае 1814 года владельцем усадьбы стал нижегородский купец (позже — мещанин) А. А. Алексеев (Ступишин), занимавшийся государственными поставками соли и тративший вырученные средства на постройку домов, что стало причиной его разорения. В начале 1820-х годов он успел надстроить главный усадебный дом вторым этажом. В июле 1823 года имущество А. А. Алексеева было секвестировано, усадьба была описана в казну и в феврале 1826 года продана с торгов глуховскому купцу Михаилу Осиповичу Комарову.
С октября 1832 года усадьба перешла к вдове Комарова. К этому времени её планировка приобрела более регулярные черты, свойственные русскому классицизму. Служебные и хозяйственные постройки были выстроены в одну Г-образную линию с восточной и южной стороны двора. В северной части расположилась конюшня, отделённая от других построек проездом, ведшим в сад, выходящим к Почаинскому оврагу. В саду был оборудован колодец. 

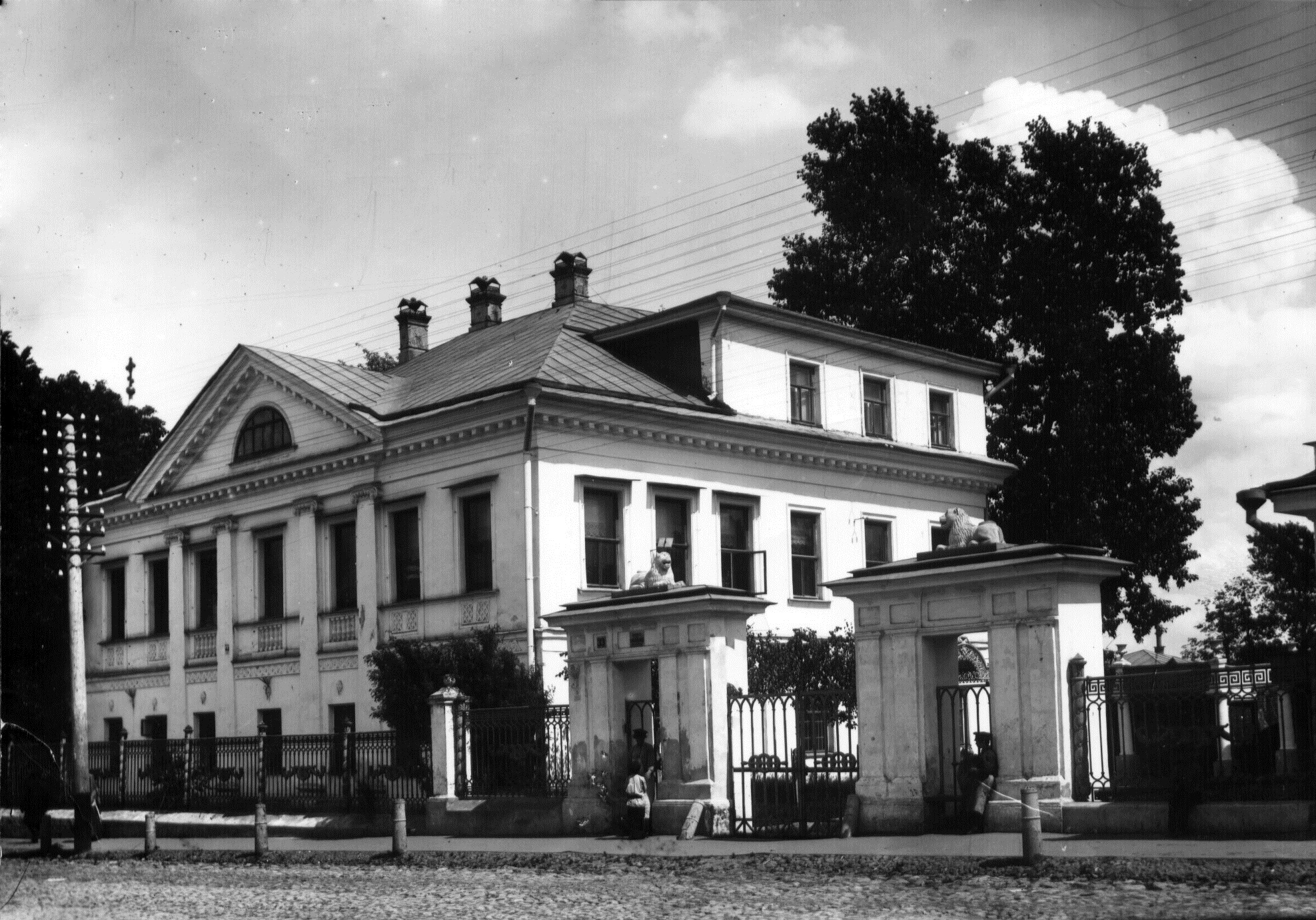
Вид усадьбы в 1910 году.

В 1830-е годы, в связи с перепланировкой Нижнего Новгорода, ширина Ильинской улицы была изменена. Главный дом усадьбы оказался несколько в глубине участка по отношению к красной линии улицы. Тогда на неё был выведен новый каменный флигель, построенный по проекту архитектора А. А. Пахомова в 1845 году, заменивший деревянное здание кухни. Примерно в это же время по красной линии была выстроена чугунная ограда с вызолоченными деталями, объединившая дом и флигель. Между ними были устроены ворота главного въезда, пилоны которых наверху украшали скульптуры лежачих львов. Современники отмечали, что здание с тех пор поражало всех «зеркальными стёклами в окнах и бронзовой, местами озолочённой, решёткой, отделяющей его от улицы — то и другое единственные во всём городе».
С 1844 года усадьба перешла во владение семейства Акифьевых, к которому принадлежала Т. И. Рябинина, впоследствии, в 1860-х годах, ставшая новой хозяйкой домовладения. При ней продолжалось архитектурно-пространственное развитие комплекса. Дом был дополнен пристроем с северной стороны и надстроен третьим антресольным этажом. 
В 1873 году в связи с формированием площади у новой Вознесенской церкви была отстроена глухая каменная ограда, отделившая от первой усадьбу. С внутренней стороны к ограде примыкала оранжерея. В конце XIX — начале XX веков перестраивались и хозяйственные постройки, менялось их назначение: на месте конюшни был устроен сарай, к которому со стороны сада примыкала баня; выстраиваются деревянные флигели: позади пристроя к дому, напротив оранжереи (дата постройки не установлена) и выходивший на восточную границу Вознесенской площади (1885).
Усадьба была национализирована в 1918 году. В советский период приспособлена под муниципальное жильё. На территории бывшего сада разместилась автобаза. В 1980-е годы усадьба была занята одним из проектных учреждений.                              

## Расположение и пространственное решение
Комплекс усадьбы расположен в Нижегородском районе в пределах исторической территории Старый Нижний Новгород. С запада он выходит на красную линию старинной Ильинской улицы — основной композиционной оси обширного исторического района Започаинье. С севера усадьба обращена в сторону Вознесенской церкви и находится в визуальной связи с храмом. Основная территория домовладения небольшая — 50 х 50 м. С юга и востока территория ограничена Г-образными хозяйственными корпусами (литеры В, Е, И) и находящимся с ними в единой связи флигелем (литер Б). Композиционным и архитектурным ядром выступает главный дом (литер А), занимающий северо-западный угол и отстоящий от красной линии Ильинской улицы, по которой проходит высокохудожественная литая ограда с воротами главного въезда в усадьбу.       

## Главный дом

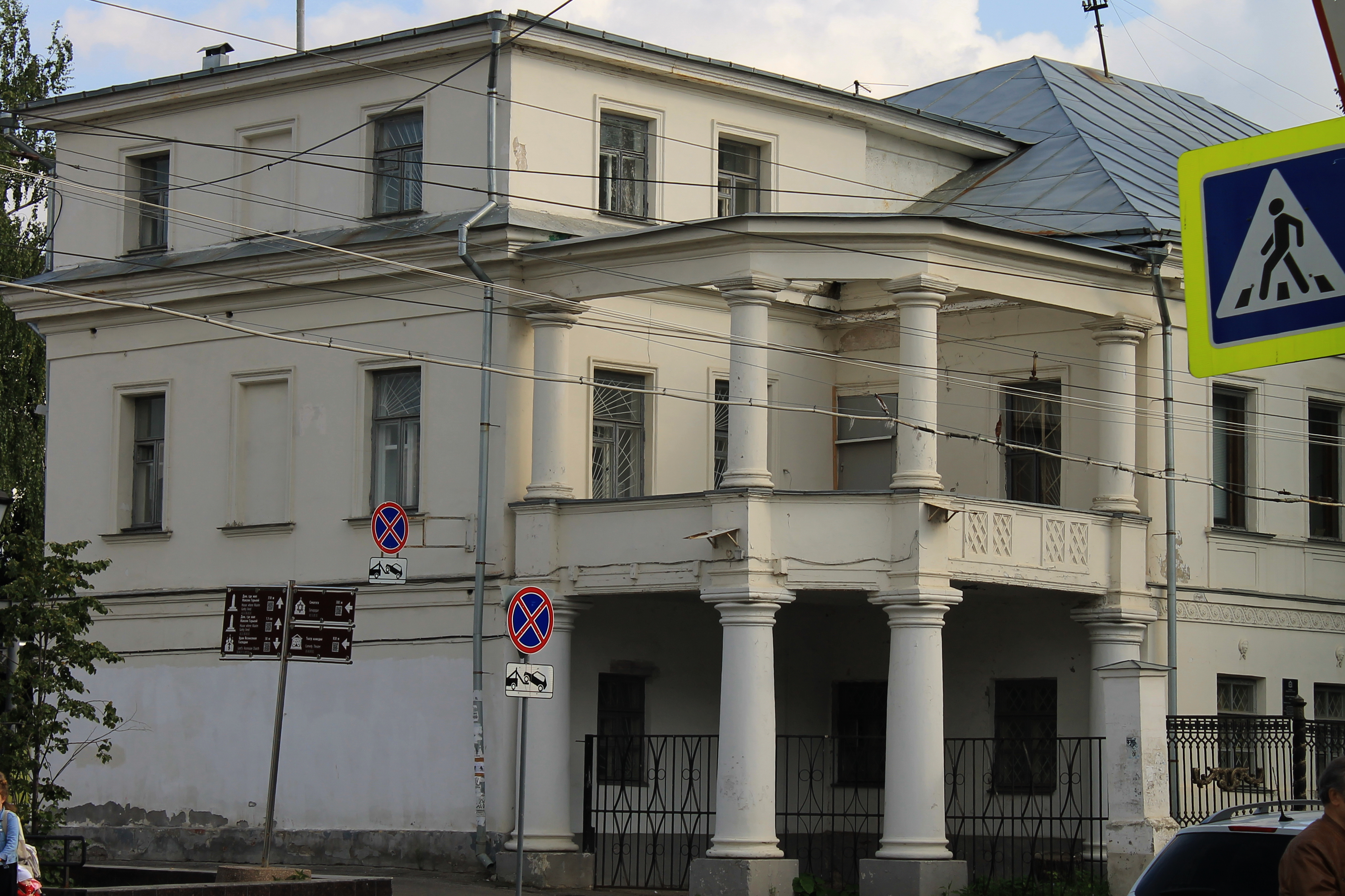
Балкон-терраса, через отверстие в котором до 2009 года росла липа.

Композиционное ядро усадьбы — главный дом, построенный ещё в конце XVIII века купцами Беспаловыми. Первоначально был одноэтажным, но в начале 1820-х годов надстроен вторым этажом. Автором проекта перестройки выступил нижегородский архитектор И. Е. Ефимов. Сохранилось описание дома к моменту его приобретения купцом М. О. Комаровым (1826): в первом этаже было четыре комнаты и две кладовые, во втором — шесть комнат и одна кладовая. В дальнейшем дом перестраивался при Акифьевых и Рябининых. Был сделан пристрой с северной стороны (точное время не установлено), а позже третий этаж (1870-е). С задней стороны дома был пристроен входной тамбур. 
К 1878 году относится проект чугунного балкона. Т. И. Рябинина решила выстроить балкон на чугунных литых столбах (архитектор И. Ф. Каратаев). Этот проект, уже на каменных столбах, был выполнен по решению её дочери Галины Николаевны Рябининой в 1904 году (автор переделки проекта не установлен). Также известно, что в этот период южный вход в дом украшали скульптуры двух лежачих львов, аналогичные расположенным на порталах въездных ворот. 
Каменный двухэтажный главный дом имеет фасады в стиле позднего классицизма. Стены оштукатурены и побелены. Со стороны двора расположен третий аттиковый этаж. В плане Г-образный. Главный фасад в семь окон симметричен. Средняя часть выделена пилястрами большого ионического ордера и завершена треугольным фронтоном с полуциркулярным окном в тимпане, имеющим широкое профилированное обрамление. Широкий венчающий профилированный карниз большого выноса с гладким фризом, украшен модульонами и раскрепован в средней части фасада. Фасад расчленён междуэтажным карнизом, дополненным фризом с орнаментом на мотив «бегущей волны».  
Все окна прямоугольные. Окна первого этажа, меньшие по размеру, не имеют обрамления. Крупные окна второго парадного этажа заключены в рамочные наличники. Под ними расположены профилированные ниши, в средней части фасада заполненные балясинами. Над окнами первого этажа помещены уникальные маскароны в виде женских головок в платочках «под узелок», ранее нигде не встречавшиеся в нижегородской архитектуре. 

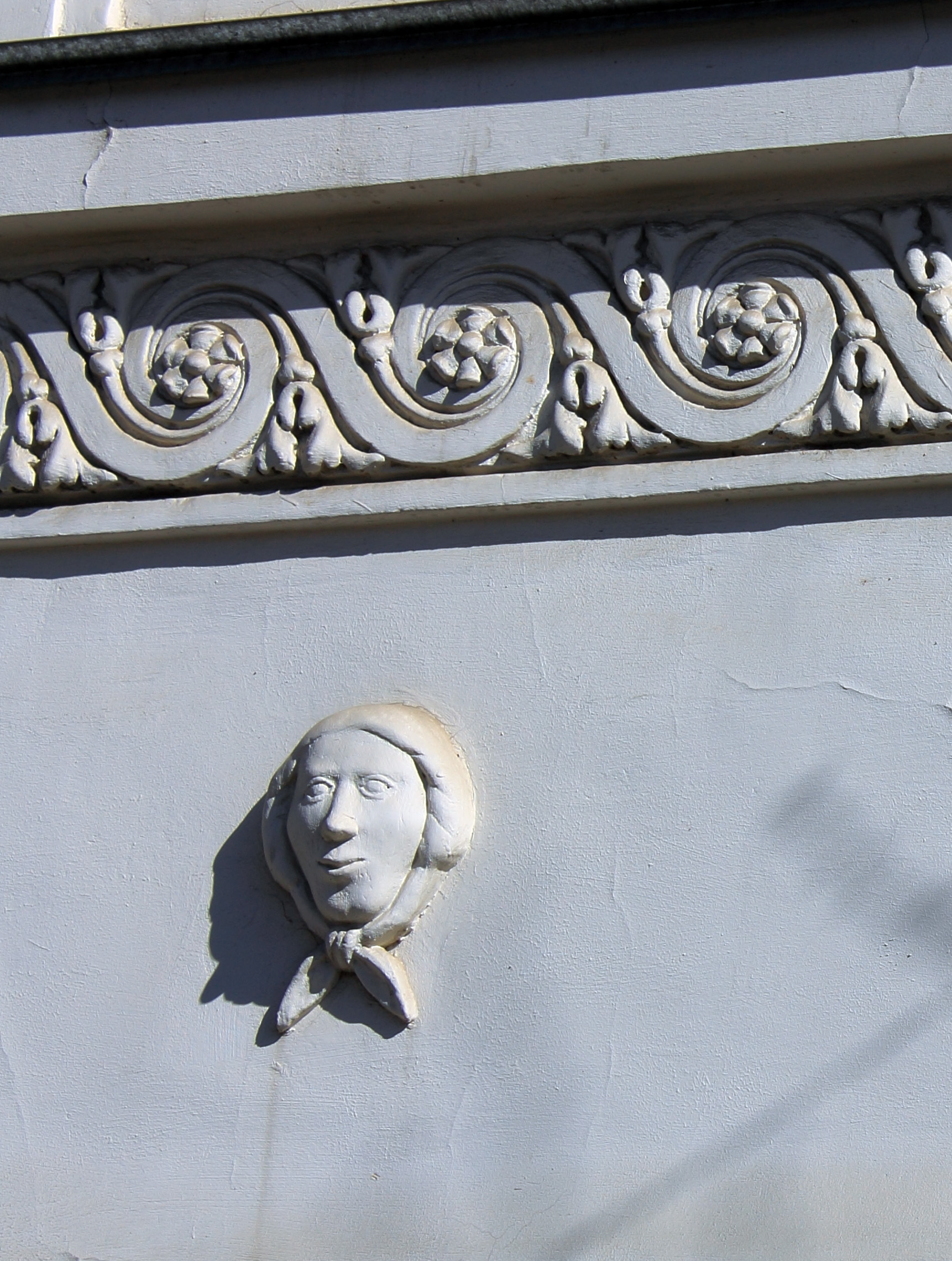
Уникальные маскароны в виде женских головок в платочках «под узелок».

С северной стороны примыкает терраса (балкон), не нарушающая общего классицистического облика строения. Её горизонтальные части продолжают членения самого дома. Парапет, декорированный филенками с геометрическим орнаментом, поддерживается массивными колоннами тосканского ордера. Балки над террасой, выступающие продолжением фризового пояса, поддерживают более тонкие колонны с аналогичным ордером. Оригинальная особенность балкона — отсутствие крыши, так как до 2009 года в полу, основанном на сводах типа «монье», существовало отверстие для росшей здесь липы (дерево было спилено, а отверстие замоноличено).
Архитектурное решение других фасадов упрощено и основано на равномерном, местами сбивающимся, чередовании простенков и одинаковых на каждом этаже окон. Окна первого этажа не имеют наличников. Наличники окон второго и третьего этажа рамочные. Со стороны дворового фасада расположен главный вход в дом. Тамбур входа выдвинут вперёд и решён в виде двухколонного портика: трёхчетвертные колонны с романскими капителями поддерживают треугольный фронтон, карнизы которого украшены сухариками. Полуциркулярная арка дверного проёма обрамлена широким профилированным архивольтом с веерным замковым камнем. С южной стороны имеется ещё один вход, оформленный металлическим козырьком на столбах. Козырёк завершён вазоном художественного литья, а свесы украшены литым ажурным подзором с растительным орнаментом. 
Внутренняя планировка изначально, предположительно, была анфиладной. Продольная несущая стена делит здание на две неравные части, а вдоль неё проходит коридор, по сторонам которого расположены комнаты. В юго-восточной части расположена двухмаршевая лестница с литыми ажурными ступенями и балясинами, увенчанными растительным орнаментом. В западном помещении второго этажа сохранились: кафельная печь и тянутый профилированный карниз по периметру потолка. Карниз также имеется в восточном помещении. В некоторых проёмах сохранились заполнения с латунными ручками и петлями: двери с филенками и резьбой, оконные переплёты с цельными стёклами.             

## Хозяйственные корпуса с колоннадой

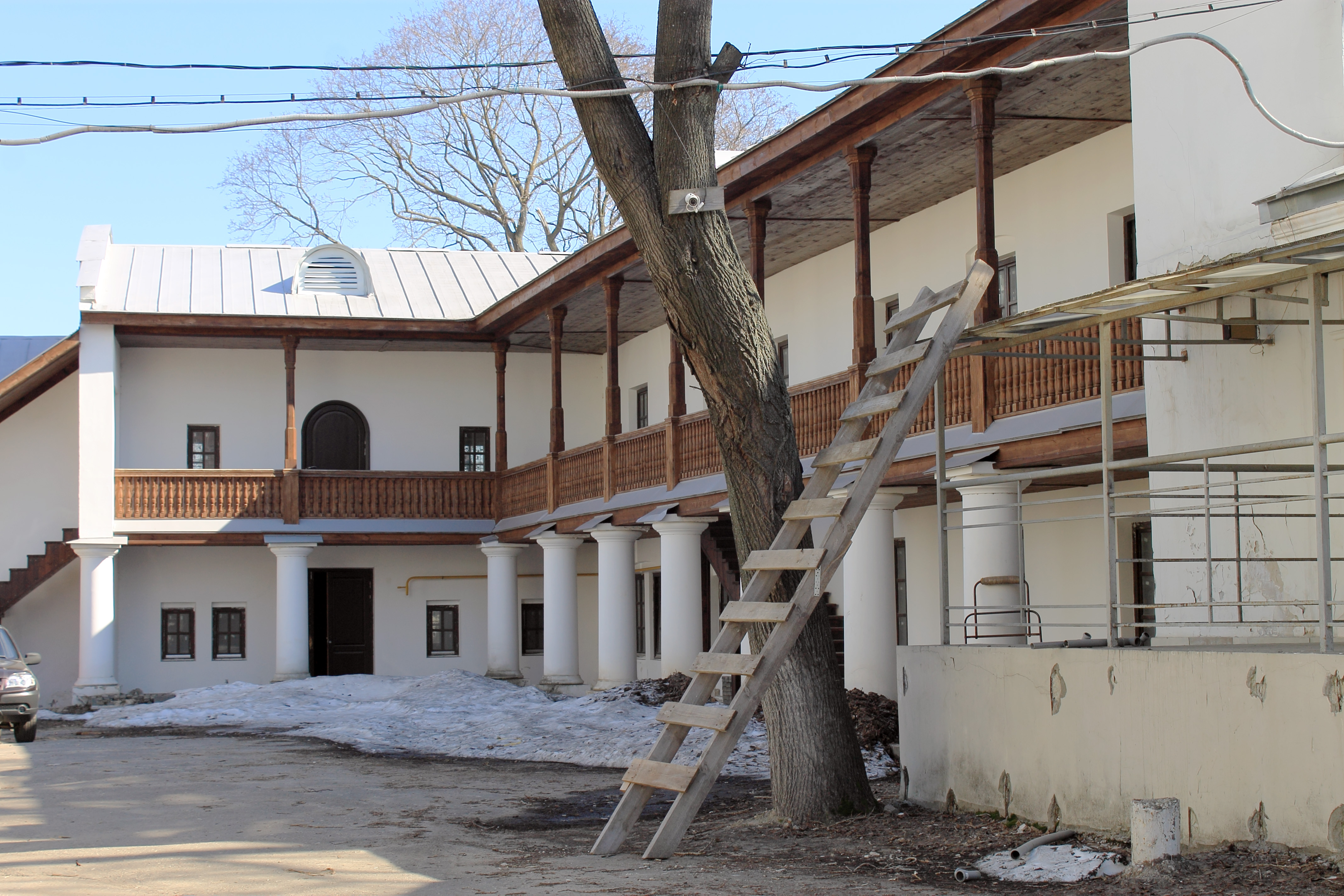
Хозяйственные корпуса с колоннадой.

Формирование Г-образной линии служебных построек продолжалось на протяжении длительного времени. На плане Нижнего Новгорода от 1799 года позади главного дома усадьбы указаны каменный флигель с примыкающей к нему с юга деревянной хозяйственной постройкой в форме буквы «Г» (остатки флигеля включены в восточную часть линии построек, примерно по центру). Купчая 1826 года описывает флигель как двухэтажное здание, с кладовой и чуланом внизу и пятью комнатами наверху. При флигеле была также выстроена каменная баня. Остальные постройки (ещё один одноэтажный флигель, крытые погреба с амбарами в одном строении, каретник и конюшня) были выполнены из дерева, их точное местоположение не установлено. Предположительно, они охватывали двор позади главного дома с юга и востока, что указано на генплане усадьбы 1838 года. К востоку от дома располагалась деревянная конюшня, отделённая от флигеля узким проездом со двора в сад. К флигелю примыкал деревянный сарай. Далее по южной границе располагалась ещё одна деревянная конюшня с погребами и кухня. 
В 1845 году деревянная кухня была заменена каменным одноэтажным флигелем, выходящим на красную линию Ильинской улицы. Позже перестраивались и другие строения, менялись их функциональные назначения. На месте конюшни, замыкавшей с севера восточное «колено» хозяйственных построек, на планах конца XIX — начала XX веков указан сарай, к которому со стороны сада примыкала баня. После 1907 года он был заменён каменным строением. Дворовый флигель позади главного дома в оценочной ведомости 1874 года описывается как полукаменный, с деревянным вторым этажом. Примыкающие к нему строения описаны уже как каменные. Перед ними была выстроена колоннада. После 1907 года постройки надстраиваются вторым этажом.
В советское время были произведены многочисленные переделки на всех фасадах корпусов (пробивка стен, перекладка и закладка проёмов, устройство пристроек к северному фасаду, вычинка поверхности стен), сильно исказившие первоначальный облик зданий. Был утрачен ряд белокаменных колонн галереи. Каменное крыльцо с северного конца галереи заменено деревянным. Утрачены первоначальная крыша, парапет с тумбами, разобрана большая часть сводов одноэтажного корпуса (литер Е). От парапета с белокаменными тумбами и вазонами над ними сохранилась только нижняя часть тумб.
Сегодня краснокирпичные и неоштуктуренные, разной высотности здания располагаются Г-образно по южной и восточной сторонам двора и примыкают к флигелю усадьбы, выходящему на красную линию улицы. Фасады с внешней стороны усадьбы скрыты одноэтажными пристроями советского времени.
- Двухэтажный корпус (литер В). Проходит по южной стороне двора и, частично, по восточной.
- Одноэтажный корпус (литер Е). Продолжает линию строений к северу.
- Одноэтажный корпус (литер И). Отделён узким проходом, с северной стороны[5].

Со стороны двора все корпуса объединены крытой галереей на белокаменных колоннах упрощённого тосканского ордера. Галерея двухэтажного корпуса двухъярусная с деревянными стойками над колоннами и дощатым ограждением по второму ярусу с прибитыми к нему деревянными точёными тонкими полубалясинами. Вход во второй ярус осуществляется по деревянному двухмаршевому крыльцу с северного конца галереи и по деревянной лестнице.                              

## Флигель

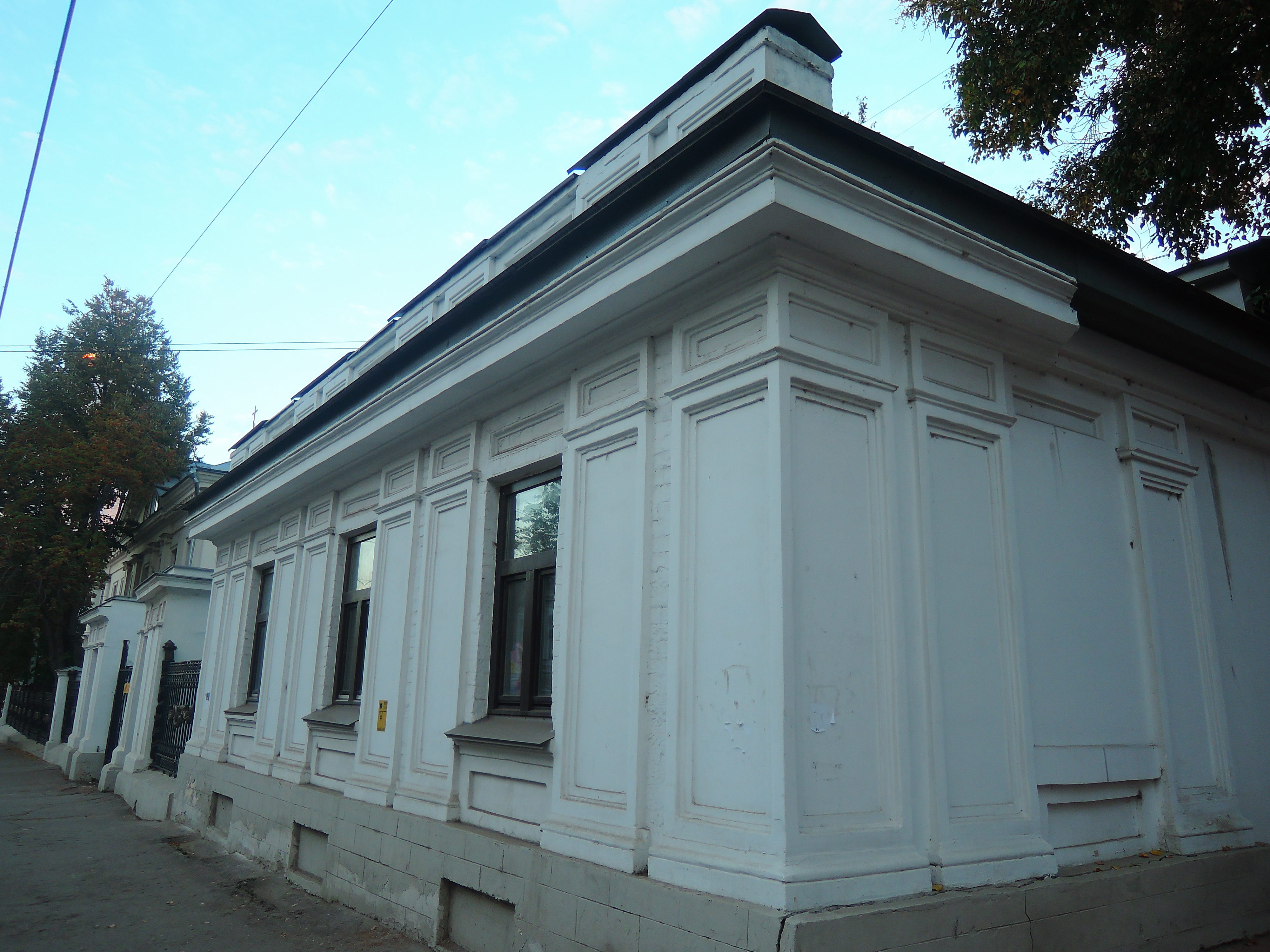
Флигель усадьбы.

Существующий сегодня каменный флигель построен на месте деревянной кухни по высочайше утверждённому в июле 1845 года проекту, составленному архитектором А. А. Пахомовым. В соответствии с требованиями градостроительства того времени здание было выведено на красную линию Ильинской улицы. Заказчицей строения выступала владелица усадьбы купчиха А. В. Акифьева. В 1907 году в южной стене было дополнительно пробито третье окно. Флигель использовался под жильё.
Прямоугольное в плане каменное одноэтажное с подвалом здание. Фасады побелены, а декоративные детали (карниз, филёнки, подоконные ниши) оштукатурены. Крыша двускатная с вальмой. Композиция уличного фасада в три окна отличается простотой и лаконичностью: простенки между окнами и фаланги декорированы парами широких филенчатых лопаток; под окнами, не имеющими наличников, — подоконные ниши; небольшие горизонтально расположенные филёнки в верхней части лопаток образуют вместе с филёнками над окнами единый фризовый пояс. Высокий цоколь не имеет декоративных элементов. Под каждым окном в нём — горизонтально расположенные ниши — следы заложенных окон подвала. Фасад завершён венчающим карнизом большого выноса. 
Дворовый северный фасад в пять осей света аналогичен уличному, лишь немного упрощён (в простенках размещены не по паре лопаток, а по одной). По крайней восточной оси к нему пристроен утилитарного вида тамбур входа. 

## Ограда чугунного литья

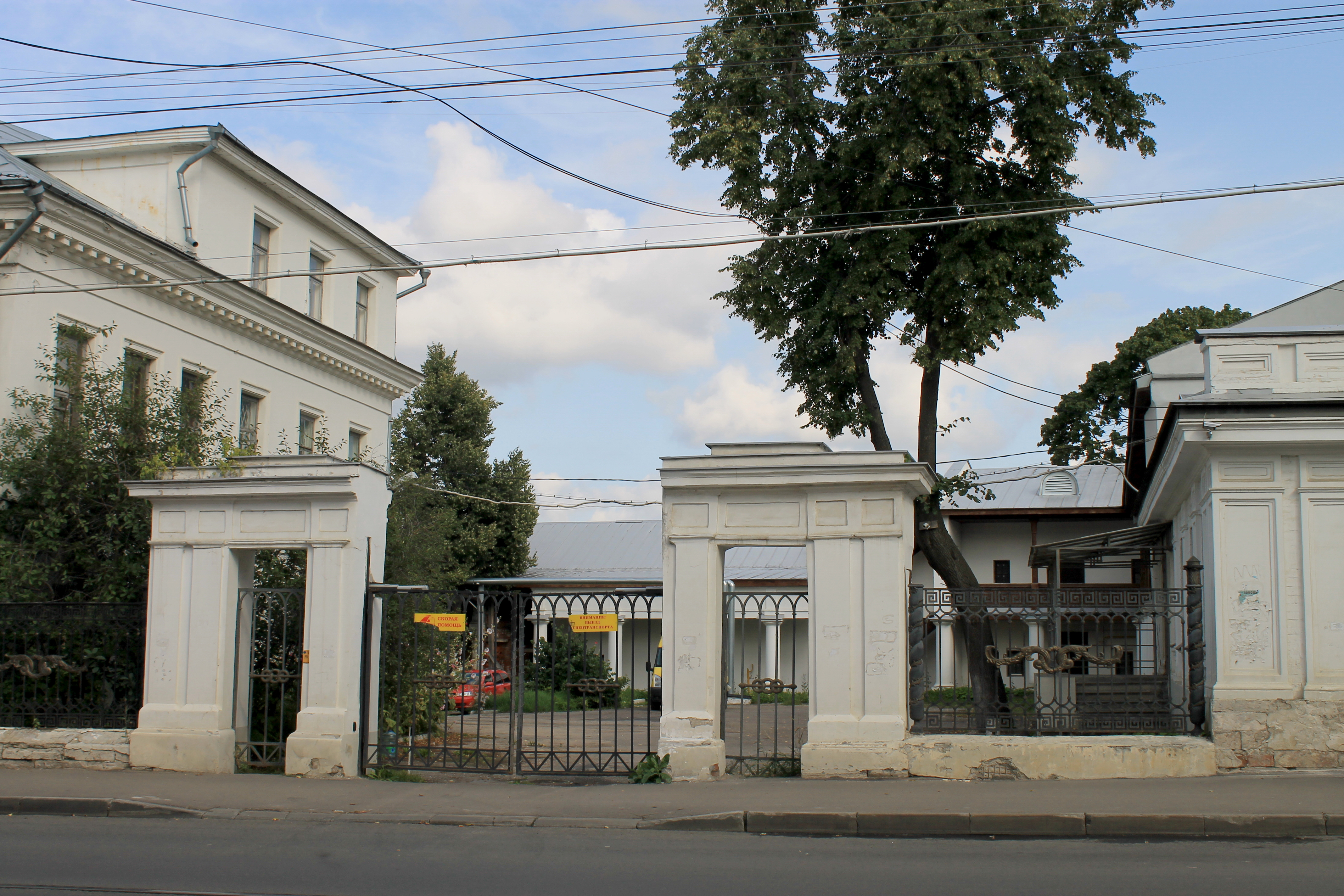
Перестроенные в советское время ворота.

В 1839 году главный дом усадьбы оказался несколько отстоящим от красной линии улицы, что было связано с новым генпланом Нижнего Новгорода. По градостроительным требованиям того времени красная линия улицы была отмечена чугунной оградой с вызолоченными деталями. Она объединила дом и новый каменный флигель, построенный в 1845 году. Между ними были устроены ворота главного въезда, пилоны которых наверху венчали скульптуры лежащих львов. Такое парадное решение ограды и ворот, единственно в городе, свидетельствовало о достатке владельцев усадьбы — купцов Акифьевых, а позже купчихи Рябининой. Архитектор ограды и ворот не установлен. 
В советское время была утрачена позолота литых элементов и скульптуры львов, снесены части пилонов при расширении ворот, изменены штукатурные профили пилонов с калитками, ворота и калитки восстановлены с отступлением от первоначального облика. 

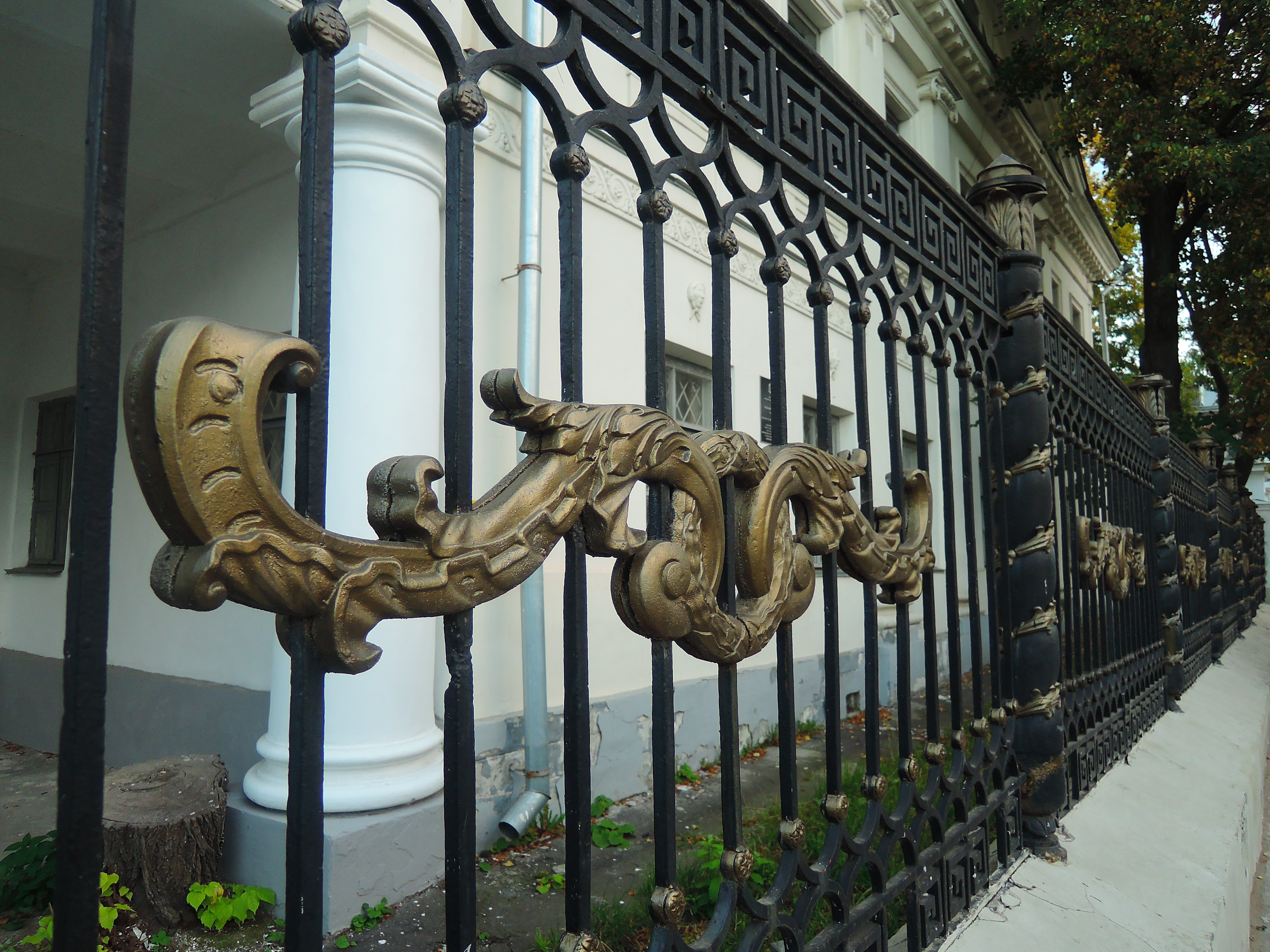
Решётка ограды.

Ограда выполнена в духе позднего классицизма (ампира). Белокаменные пилоны ворот, поставленные симметрично по отношению к главному въезду, придают комплексу парадный торжественный характер. Пилоны решены со стороны улицы как отдельно стоящие портики с высокими прямоугольными проёмами, в которых расположены калитки. По бокам проёмов расположены сдвоенные пилястры упрощённого тосканского ордера, над ними — широкий филенчатый фриз и профилированный венчающий карниз большого выноса. 
Кованая ограда на каменном штукатуренном и побелённом цоколе состоит из секций, закреплённых на тонких колоннах художественного литья. Каждая колонна обвита ветвью и завершена своеобразной капителью в виде листьев, на которой — плита (абака), покрытая сверху конусообразным завершением. Секции ограды составляют вертикальные полосы квадратного сечения; по верху и по низу проходят горизонтальные пояса, в основе которых — орнамент, напоминающий меандр. В средних частях секции помещены литые декоративные элементы — венки славы. Рисунок решёток калиток и двустворчатых ворот аналогичен, но несколько упрощён. В средней части каждого из полотнищ ворот — композиция «тройной венок на копье».                                       